# Alexander zu den drei Sternen
Die Johannisloge Alexander zu den drei Sternen ist eine humanitäre (also religiös neutrale) Freimaurerloge in Ansbach und gehört der Großloge der Alten Freien und Angenommenen Maurer von Deutschland an.
Die Loge hat heute etwa 40 Mitglieder (Brüder).

## Geschichte
Nach dem Tod seines Vaters ersuchte Markgraf Karl Alexander von Brandenburg-Ansbach beim Markgrafen Friedrich III. von Brandenburg-Bayreuth, welcher der Großmeister der Großen Mutterloge Zur Sonne in Bayreuth war, um ein Constitutionspatent zur Errichtung einer Freimaurerloge in Ansbach, das er auch erhielt: Am 13. Mai 1758 wurde die Freimaurerloge Zu den drei Sternen (Matrikel-Nummer 35) in Ansbach als Tochterloge der Bayreuther Großen Mutterloge förmlich eingeweiht und am darauffolgenden Tag die Leitung dem Markgrafen Karl Alexander übertragen.
1764 nahm die Loge, die bisher nach dem einfachen altenglischen System gearbeitet hatte, das System der Strikten Observanz an. Die rituellen Arbeiten wurden dann von 1766 bis 1778 eingestellt. Ab 1778 arbeitete die Loge wieder offiziell und regelmäßig unter ihrem neuen Namen Alexander zu den drei Sternen.
Mit dem Verkauf der Markgrafschaften Ansbach-Bayreuth an Preußen 1791 kam auch die Alexander zu den drei Sternen unter „Berliner Aufsicht“ und musste sich einer der drei anerkannten Berliner Mutterlogen unterordnen; sie entschied sich 1798 für die Große National-Mutterloge „Zu den drei Weltkugeln“, während sich die Bayreuther Mutterloge Loge Zur Sonne dem System der Großen Loge von Preußen genannt Royal York zur Freundschaft anschloss; beide Logen gingen von da an endgültig getrennte Wege.
1806 fiel das Fürstentum Ansbach an das Königreich Bayern, die Alexander zu den drei Sternen unterstellte sich der Große Provinzialloge genannten Ansbacher Anarcharsis zum erhabenen Zweck.
Gemäß einer königlichen Verordnung vom 13. September 1814 wurde allen Staatsdienern die Mitgliedschaft in geheimen Gesellschaften verboten. Dadurch verlor die Alexander zu den drei Sternen einen Großteil ihrer Mitglieder und musste letztendlich wegen zu geringer Mitgliederzahl ihre Arbeiten 1834 ganz einstellen.
Das freimaurerischen Leben in Ansbach war aber nicht ganz zum Erliegen gekommen. 1878 wurde unter dem Schutz der Erlangener Loge Libanon zu den drei Cedern der Freimaurerclub Alexander zu den drei Sternen gegründet, der aber noch nicht dauerhaften Bestand hatte.
Erneut unter dem Schutz der Erlanger Loge wurde 1907 die Freie Vereinigung der Brr. Ansbach und Umgebung ins Leben gerufen, aus der heraus sich dann 1913 unter dem Schutz der Nürnberger Loge Joseph zur Einigkeit das Freimaurer-Kränzchen Alexander zu den drei Sternen entwickelte. 1928 wurde die Alexander zu den drei Sternen dann durch die Große Loge von Preußen genannt „Royal York zur Freundschaft“ als gerechte und vollkommene Bauhütte rekonstituiert.
Aufgrund der politischen Situation in Deutschland musste sich die Lage aber bereits nach nur wenigen Jahren wieder selbst auflösen, 1934 wurde der Logenbesitz und das Logenhaus von den nationalsozialistischen Machthabern beschlagnahmt, das Logenhaus an die Evangelisch-Lutherische Landeskirche in Bayern verkauft.
1947 konnte die Alexander zu den drei Sternen mit 19 Brüdern wieder reaktiviert werden. Sie trat 1948 der ebenfalls wiedergegründeten Bayreuther Großloge Zur Sonne (für Bayern) bei, welche 1949 zusammen mit ihren Mitgliedslogen in der Vereinigten Großloge von Deutschland aufging, die sich seit 1968 Großloge der Alten Freien und Angenommenen Maurer von Deutschland (AFAM) nennt.
1959 konnte ein neues Logenhaus eingeweiht werden (das alte, beschlagnahmte Logenhaus dient heute als Amtssitz und Wohnung des Regionalbischofs).

## Direktorial-Mutterloge/Große Provinzialloge
1778 wurde die Alexander zu den drei Sternen von Herzog Ferdinand von Braunschweig als amtierender Großmeister aller vereinigter deutschen Logen zur Direktorial-Mutterloge für Franken diesseits des Mainstromes erklärt. Ihr unterstanden die Logen Caroline zu den drei Kellen in Marktsteft, Libanon zu den drei Cedern in Erlangen und Joseph zur Einigkeit in Nürnberg.
Nachdem das Fürstentum Ansbach 1806 an das Königreich Bayern gefallen war, mussten die direkten Verbindungen nach Preußen beendet werden. Die ehemalige Direktorial-Mutterloge hatte für den Fall, dass sich die fränkischen Logen von Berlin trennen müssten, bereits 1799 ein Konstitutionspatent als Große Provinzialloge von der Große National-Mutterloge „Zu den drei Weltkugeln“ erhalten und konstituierte sich 1807 als Große Provinzial Mutterloge der königl. bair. Provinzen in Franken. Der Name dieser neuen Provinzialloge war Anarcharsis zum erhabenen Zweck, sie und ihre Tochterlogen arbeiteten im sogenannten rektifizierten System mit vier Graden.

## Bekannte Mitglieder
- Christian Friedrich Karl Alexander von Brandenburg-Ansbach (* 24. Februar 1736 in Ansbach; † 5. Januar 1806 in Schloss Benham bei Speen (Berkshire) in England): letzter Markgraf der beiden fränkischen Markgraftümer Fürstentum Ansbach (seit 1757) und Fürstentum Bayreuth (seit 1769) aus dem Haus der Hohenzollern
- Johann Maximilian von Streit, Freiherr, (* 1752 in Creußen; † 9. Mai 1833 in Weißenfels): von 1769 bis 1816 in militärischen Diensten, zuletzt als Oberst
- Franz Joseph Abendanz (* etwa 1762): fränkischer Gutsbesitzer und Weinhändler
- Ernst Unbehauen (* 19. März 1899 in Zirndorf; † 23. September 1980 in Rothenburg ob der Tauber): Maler und Volksschullehrer